# Mysteria (TV-serie)
Mysteria är en svensk TV-serie. Programmet är en drama- och realityproduktion som även innehåller David Blaine-liknande inslag där aktörerna framför trolleritrick för vanliga människor. Första säsongen sändes våren 2016 och andra säsongen våren 2017.

## Handling
Mysteria säsong 1 (2016) Sagan om Djinnen: Ett magiskt väsen från främmande dimension hamnar av misstag på jorden. Fem trollkarlar från Mysteria får det svåra uppdraget att fånga henne.
Mysteria säsong 2 (2017) Jordens Smaragd: Ett magiskt äventyr fyllt av trolleri, mystik och humor. Med hjälp av trollkarlarna från Mysteria jobbar Fenja med att lösa mysterier som uppstår på jorden.

## Om serien
Under loppet av ett decennium sammanstrålade ett par trollkonstnärer, varietéartister, skådespelare och maskmakare via ett gemensamt intresse för medeltidsfestivaler, fantasy och historieberättande. Under namnet Magikergränd gjorde de live-föreställningar på bl.a. Bohus Fästning och i Visbys slottsruiner, och skapade där en slags rikt detaljerad sagovärld. Efter att ha spelat in en egen demovideo med ett förslag på hur ett program skulle kunna se ut, så nappade SVT på idén och producerade under våren och sommaren 2015 en första säsong. Denna sändes våren 2016. Under sommaren och hösten 2016 spelades andra säsongen in som sändes under våren 2017.

## Rollista
- Anders Sebring - Arkadia
- Robert Dahlström - Gaston
- Oskar Hejll - Doktorn
- Tord Sandström Fahlström - Caligari
- Jerker Fahlström - Dareon den Vise
- Kajsa Reingardt - Cornelia Stift
- Fenja - Malin Alfredsson
- Hanna Björk - Djinn
- Emily Hultman - Djinn

## Övrig produktion
- Johanna Lundberg - Grafik
- Oskar Hejll - Scenografi